# カンピオナート・ブラジレイロ・セリエC
カンピオナート・ブラジレイロ・セリエC (Campeonato Brasileiro Série C) は、ブラジルの全国サッカーリーグにおける第3ディビジョンである。

## フォーマット
1981年にブラジル全国3部リーグとして発足。最初は64クラブが参加。かつては参加クラブ数が多く、最多だった1995年にはその数は107クラブに上った。2009年にセリエDが新設されたことに伴い、参加クラブ数はセリエA、セリエBと同数の20クラブに再編された。
リーグ戦は全てホーム・アンド・アウェー方式にて争われる。
第1フェーズでは20クラブを10クラブずつ2つのグループに分け、各クラブがグループ内で2回総当たり戦を行う。各グループ4位まで（計8クラブ）が2つのグループに分けられた「セカンドフェーズ」に進み、各グループの下位2クラブ（計4クラブ）は翌年のセリエDに降格する。
セカンドフェーズは、各グループの上位2クラブ（計4クラブ）がセリエBに昇格し、また、各グループの1位クラブによる総合優勝決定戦が行われる。

## 2020シーズンのカンピオナート・ブラジレイロ・セリエC所属クラブ

### グループA
| クラブ名                                       | ホームタウン                   | ホームスタジアム                                         | 収容人数 |
| ---------------------------------------------- | ------------------------------ | -------------------------------------------------------- | -------- |
| ヴィラ・ノヴァFC                               | ゴイアニア                     | エスタジオ・セーハ・ドウラーダ                           | 42,000   |
| クルーベ・ド・レモ                             | ベレン                         | エスタジオ・エヴァンドロ・アウメイダ                     | 13,792   |
| サンタ・クルスFC                               | レシフェ                       | エスタジオ・ジョゼ・ドゥ・ヘゴ・マシエウ                 | 60,044   |
| ECジャクイペンセ                               | ヒアション・ドゥ・ジャクイーピ | エスタジオ・エリエウ・マルチンス                         | 5,000    |
| ソシエダージ・インペラトリス・ジ・デスポルテス | インペラトリス                 | エスタジオ・フライ・エピファニオ・ダバジア               | 10,000   |
| トレーゼFC                                     | カンピナ・グランデ             | エスタジオ・プレジデンチ・ヴァルガス                     | 12,000   |
| パイサンドゥSC                                 | ベレン                         | エスタジオ・レオニダス・ソドレ・ジ・カストロ             | 16,200   |
| フェホヴィアリオ-CE                            | フォルタレーザ                 | エスタジオ・ゴヴェルナドール・プラーシド・カステロ       | 63,903   |
| ボタフォゴFC                                   | ジョアン・ペソア               | エスタジオ・ジョゼ・アメリコ・ジ・アウメイダ・フィーリョ | 25,770   |
| マナウスFC                                     | マナウス                       | アレナ・ダ・アマゾニア                                   | 44,000   |

### グループB
| クラブ名             | ホームタウン       | ホームスタジアム                                                 | 収容人数 |
| -------------------- | ------------------ | ---------------------------------------------------------------- | -------- |
| イトゥアーノFC       | イトゥー           | エスタジオ・ムニシパウ・ドウトール・ノヴェッリ・ジュニオール     | 18,560   |
| イピランガFC         | エレシン           | エスタジオ・オリンピコ・コロッソ・ダ・ラゴア                     | 22,000   |
| ヴォルタ・レドンダFC | ヴォルタ・レドンダ | エスタジオ・ハウリーノ・ジ・オリヴェイラ                         | 20,255   |
| クリシューマEC       | クリシューマ       | エスタジオ・エリベルトゥ・ウウシ                                 | 19,900   |
| ECサン・ジョゼ       | ポルト・アレグレ   | エスタジオ・フランシスコ・ノヴェッレット・ネト                   | 14,000   |
| ECサン・ベント       | ソロカーバ         | セントロ・ジ・イニェグラソン・コムニタリオ・ワウテル・ヒベイロ   | 13,772   |
| トンベンセFC         | トンボス           | エスタジオ・アントニオ・ギマランイス・ジ・アウメイダ             | 3,050    |
| ブルスキFC           | ブルスキ           | エスタジオ・アウグスト・バウエル                                 | 5,000    |
| ボアEC               | ヴァルジーニャ     | エスタジオ・ムニシパウ・プレフェイト・ジウゾン・ルイス・ジ・メロ | 15,471   |
| ロンドリーナEC       | ロンドリーナ       | エスタジオ・ドゥ・カフェ                                         | 19,924   |

## 歴代優勝クラブ
| 年   | 優勝                     | 2位                            | 3位                      | 4位                    | クラブ数             |
| ---- | ------------------------ | ------------------------------ | ------------------------ | ---------------------- | -------------------- |
| 1981 | オラリア                 | サント・アマロ                 | ドン・ボスコ             | グアラニ-MG            | 24                   |
| 1988 | ウニオン・サンジョアン   | エスポルチーヴォ・ジ・パッソス | ボタフォゴ-PB            | マルシリオ・ジアス     | 43                   |
| 1990 | アトレチコ-GO            | アメリカ-MG                    | パラナ                   | アメリカ-RN            | 30                   |
| 1992 | トゥナ・ルーゾ           | フルミネンセ・フェイラ         | ナシオナル-AM            | マツバラ               | 31                   |
| 1994 | ノヴォリゾンチーノ       | フェロヴィアリア               | ウベルランジア           | カトゥエンシ           | 41                   |
| 1995 | キンゼ・デ・ピラシカーバ | ヴォルタ・レドンダ             | ガマ                     | アトレチコ-GO          | 107                  |
| 1996 | ヴィラ・ノヴァ           | ボタフォゴ-SP                  | フィゲイレンセ           | ポルト                 | 58                   |
| 1997 | サンパイオ・コヘイア     | ジュベントス                   | フランカーナ             | トゥピ                 | 64                   |
| 1998 | アヴァイ                 | サンカエターノ                 | アナポリナ               | イパチンガ             | 66                   |
| 1999 | フルミネンセ             | サン・ライムンド-AM            | セーハ                   | ナウチコ               | 36                   |
| 2000 | 行われず（下記参照）     | 行われず（下記参照）           | 行われず（下記参照）     | 行われず（下記参照）   | 行われず（下記参照） |
| 2001 | パウリスタ               | モジミリン                     | グアラニー・ジ・ソブラウ | アトレチコ-GO          | 65                   |
| 2002 | ブラジリエンセ           | マリーリア                     | イパチンガ               | ナシオナル-AM          | 61                   |
| 2003 | イトゥアーノ             | サント・アンドレ               | ボタフォゴ-PB            | カンピネンセ           | 93                   |
| 2004 | ウニオン・バルバレンセ   | ガマ                           | アメリカーノ             | リモエイロ             | 60                   |
| 2005 | レモ                     | アメリカ-RN                    | イパチンガ               | ノヴォ・アンブルゴ     | 63                   |
| 2006 | クリシューマ             | ヴィトーリア                   | イパチンガ               | グレミオ・バルエリ     | 63                   |
| 2007 | ブラガンチーノ           | バイーア                       | ヴィラ・ノヴァ           | ABC                    | 64                   |
| 2008 | アトレチコ-GO            | グアラニ                       | カンピネンセ             | ドゥケ・デ・カシアス   | 63                   |
| 2009 | アメリカ-MG              | ASA                            | イカザ                   | グアラチンゲタ         | 20                   |
| 2010 | ABC                      | イトゥイウタバ                 | クリシューマ             | サルゲイロ             | 20                   |
| 2011 | ジョインヴィレ           | CRB                            | イパチンガ               | アメリカ-RN            | 20                   |
| 2012 | オエステ                 | イカザ                         | シャペコエンセ           | パイサンドゥ           | 20                   |
| 2013 | サンタクルスFC           | サンパイオ・コヘイア           | ルヴェルデンセ           | ヴィラ・ノヴァ         | 21                   |
| 2014 | マカエ                   | パイサンドゥ                   | モジミリン               | CRB                    | 20                   |
| 2015 | ヴィラ・ノヴァ           | ロンドリーナ                   | トゥピ                   | ブラジウ・ジ・ペロタス | 20                   |
| 2016 | ボア・エスポルテ         | グアラニ                       | ABC                      | ECジュベントゥージ     | 20                   |
| 2017 | CSA                      | フォルタレーザ                 | サンパイオ・コヘイア     | サンベント             | 20                   |
| 2018 | ボタフォゴ-SP            | ブラガンチーノ                 | クイアバ                 | オペラリオ-PR          | 20                   |
| 2019 | ナウチコ                 | サンパイオ・コヘイア           | ジュヴェントゥージ       | コンフィアンサ         | 20                   |

### CBF非公式
| 年   | 優勝       | 2位            | 3位          | 4位            | クラブ数 |
| ---- | ---------- | -------------- | ------------ | -------------- | -------- |
| 2000 | マルトロン | ウベルランジア | ジュアゼイロ | トゥナ・ルーゾ | 55       |

- 2000年の全国選手権はコパ・ジョアン・アヴェランジェとして開催され、例年のセリエCに相当するリーグはその中のモドゥロ・ヴェルデ（緑モジュール）とモドゥロ・ブランコ（白モジュール）として行われた。なおマルトロンはこの「ヴェルジ」「ブランク」の3部相当のカテゴリーにおける代表決定戦を制しての優勝で、1部「モドゥロ・アズウ（青モジュール）」上位の12クラブ、2部「モドゥロ・アマーレロ（黄モジュール）」の上位3クラブを含めた16クラブによる「セカンドフェーズ（決勝トーナメント）」に進出することが出来た。